# 帕特里克·卡恩贝克
帕特里克·卡恩贝克（瑞典語：Patrik Carnbäck，1968年2月1日—），瑞典男子冰球运动员，场上位置是前锋。他曾代表瑞典国家队参加1992年冬季奥林匹克运动会冰球比赛，获得第5名。